# Brunnerstraße 6, 8, Schneidersgarten 7

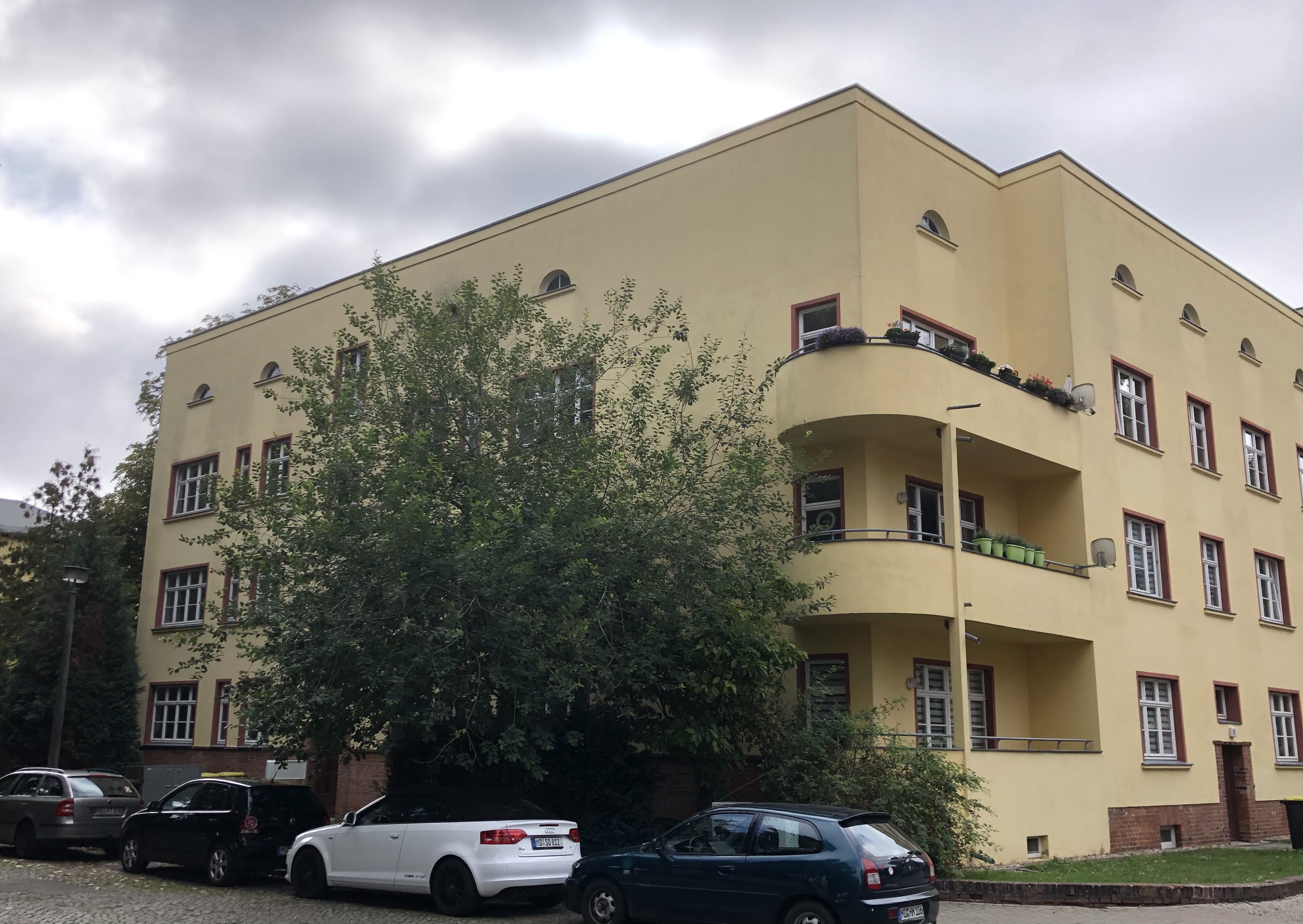
Haus Brunnerstraße 6, 8, Schneidersgarten im Jahr 2021

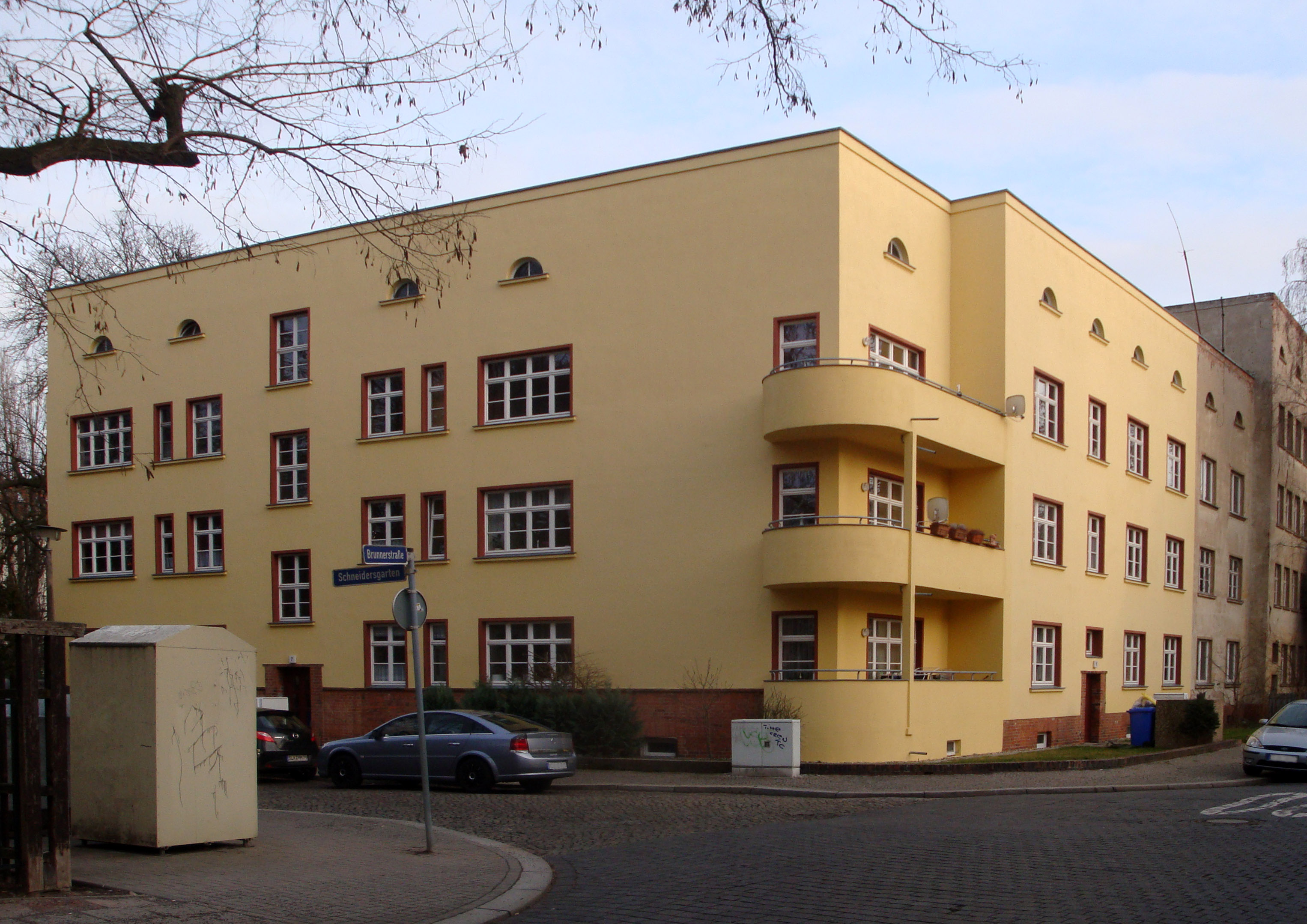
2012

Brunnerstraße 6, 8, Schneidersgarten 7 ist ein denkmalgeschütztes Wohnhaus im Magdeburger Stadtteil Sudenburg in Sachsen-Anhalt.

## Lage
Das Gebäude befindet sich in der Nähe der Siedlung Schneidersgarten in einer markanten Ecklage auf der Ostseite der Brunnerstraße, südlich der Straße Schneidersgarten.

## Architektur und Geschichte
Das dreieinhalb- bis viergeschossige mit hellem Putz glatt verputzte Gebäude wurde im Jahr 1935 vom Bauunternehmen Otto Lindau im Stil des Neuen Bauens gebaut, das auch für die Planung verantwortlich war. Der Bauantrag wurde am 20. Januar 1935 gestellt. Er sah 19 Wohnungen und Gebäudekanten zur Brunnerstraße mit 36,63 Metern und zur Straße Schneidersgarten mit 24,50 Metern vor. Bei der Gestaltung lehnte man sich an zuvor entstandene Nachbarbauten der Siedlung Schneidersgarten an. Der Grundriss des Hauses ist in Form eines Ls angelegt. Die Fensteröffnungen sind überwiegend als liegende Rechtecke angeordnet. Die Ecksituation ist durch vorgelagerte Balkone mit gemauerten Brüstungen betont, die sich mit einer Rundung bugartig über die Gebäudeflucht vorwölben. Der Trockenboden ist in der Art eines Mezzaningeschosses angelegt und verfügt über Lünettenfenster in Halbkreisform. Bedeckt ist das Haus von einem Flachdach. 
Im Keller des Hauses wurden Waschküchen und Wirtschaftskeller angeordnet, sie erhielten einen Betonfußboden. Überspannt sind die Keller von massiven gewölbten Försterdecken. Die übrigen Geschosse erhielten Holzbalkendecken, bis auf die Badezimmer, die ebenfalls mit Försterdecken versehen wurden. Die Gebäudewände erhielten Stärken von 51, 38, 25, 12 und 8 Zentimetern, die Treppen wurden aus Kiefernholz gefertigt.
Südlich schließt sich ein viergeschossiger Gebäudeteil an, dessen Bauflucht etwas hervortritt. Er schließt seinerseits nach Süden an Gebäude an, die Anfang des 20. Jahrhunderts entstanden waren. 
Dem Gebäude ist ein schmaler Vorgarten vorgelagert, der durch einen 20 Zentimeter hohen Sockel gefasst ist und ursprünglich einen Lattenzaun tragen sollte.
Der Bauantrag sah eine etwas dichtere Grundstücksbebauung vor, als dies baurechtlich für die Lage vorgesehen war. Die Mehrbebauung von 53,49 m² bei einer Gesamtbebauung von 586,14 m² und einer Grundstücksgröße von 1035,06 m² wurde jedoch trotzdem genehmigt. Insgesamt entstand Wohnraum mit einer Fläche von 1250 m², in 2-, 3- und 4-Zimmer-Wohnungen. Die Baukosten wurden mit 146850 Reichsmark berechnet.
Noch während des Baus beschwerte sich Joachim F. Andreae, Eigentümer des benachbarten Grundstücks Schneidersgarten 5, über die direkt an der Grundstücksgrenze angelegte Aschegrube und forderte ihre Verlegung oder gänzliche Abschaffung.
Am 7. September 1935 wurde für das Bauvorhaben ein Gebrauchsabnahmeschein erteilt. Bereits am 4. Juni 1935 wurde das Grundstück Brunnerstraße 6 an den Sanitätsrat Paul Tschmarek verkauft, der wohl auch Eigentümer von Schneidersgarten 7 wurde. Die Brunnerstraße 8 wurde am 1. Oktober 1935 von der Magdeburger Lebensversicherungs-Gesellschaft erworben.
Im örtlichen Denkmalverzeichnis ist das Wohnhaus unter der Erfassungsnummer 094 81951 als Baudenkmal verzeichnet. Vermutlich versehentlich wurde das Haus darüber hinaus auch unter der Adresse Schneidersgarten 7 mit der Erfassungsnummer 094 76865 als Wohnhaus geführt.
Das städtebaulich bedeutsame Haus gilt als bemerkenswert, da die moderne sachliche Architektursprache hier auch in der Zeit der nationalsozialistischen Gewaltherrschaft unverändert fortgeführt wurde. 